# BBS 뉴스 (텔레비전 프로그램)
BBS 뉴스는 매일 아침 7시 ~ 7시 30분, 매일 오전 10시 ~ 10시 30분, 매일 저녁 5시 ~ 5시 30분, 매일 밤 10시 ~ 10시 30분까지 방송되는 BBS불교방송의 TV 뉴스 프로그램이다.

## 방송 시간
- 매일 아침 7시 ~ 7시 30분
- 매일 오전 10시 ~ 10시 30분
- 매일 저녁 5시 ~ 5시 30분
- 매일 밤 10시 ~ 10시 30분

## 진행자
- 김명석 아나운서 (평일)
- 김민영 아나운서 (주말)

## 같이 보기
- BBS 정오종합뉴스
- BBS 경제와 생활뉴스
- BBS 뉴스